# 虎の門病院
国家公務員共済組合連合会 虎の門病院（こっかこうむいんきょうさいくみあいれんごうかい とらのもんびょういん）は、東京都港区虎ノ門二丁目にある病院である。設置者は国家公務員共済組合連合会。2次救急指定告示医療機関、臨床研修指定病院、東京都肝疾患診療連携拠点病院。医療機関コードは0314732。
今井一男（国家公務員共済組合連合会理事長、大蔵省給与局長）や冲中重雄（東京大学医学部教授）らの計画で、1958年に設立され、大槻菊男（東京帝国大学医学部教授、国立東京第一病院副院長）が初代院長を務めた。

## 沿革
- 1958年（昭和33年）
  - 3月24日 - 病院開設許可。診療科目12科、病床数339床。
  - 5月20日 - 開院式。初代 大槻菊男院長就任。
  - 10月2日 - 総合病院認可。
- 1960年（昭和35年）4月1日 - 国家公務員共済組合連合会中央図書室開設、病棟医制度発足。
- 1963年（昭和38年）6月1日 - 第2代 冲中重雄院長就任。
- 1966年（昭和41年）9月22日 - 慢性疾患治療センターとして分院開設、初代 浅井一太郎分院長就任。
- 1973年（昭和48年）6月1日 - 第3代 浅井一太郎院長就任。
- 1978年（昭和53年）11月7日 - 本院東館、北館完成。
- 1982年（昭和57年）
  - 4月1日 - 海外医師受入研修事業 (JCMT) 発足。
  - 10月1日 - 第4代 小坂樹徳院長就任。
- 1983年（昭和58年）
  - 4月1日 - 東京都心臓循環器 (CCU) 救急医療施設承認。
  - 10月4日 - 新館完成。病床数909床。
- 1985年（昭和60年）
  - 6月1日 - 日帰りドック開始。
  - 7月31日 - 本館改修完了。
- 1992年（平成4年）
  - 2月1日 - 高度先進医療承認。
  - 4月1日 - 第5代 三村信英院長就任。
- 1995年（平成7年）6月3日 - 日本腎臓移植ネットワーク HLA検査センター承認。
- 1996年（平成8年）
  - 10月1日 - 東京都乳幼児特殊救急医療協力承認施設。
  - 10月4日 - 骨髄採取、移植施設承認。
- 1997年（平成9年）
  - 4月1日 - 第6代 秋山洋院長就任。
  - 5月1日 - 72時間運転可能非常用自家発電機新設。
  - 12月1日 - 骨髄移植無菌室100クラス2室改修。
- 2000年（平成12年）6月1日 - さいたま新都心にさいたま診療所開設。
- 2002年（平成14年）4月1日 - 第7代 山口徹院長就任。
- 2005年（平成17年）1月24日 - （財）日本医療機能評価機構認定。
- 2007年（平成19年）
  - 5月1日 - フィルムレス運用開始。
  - 6月1日 - 治験拠点医療機関。
- 2008年（平成20年）
  - 4月1日 - 診断群別包括支払方式 (DPC) 開始。
  - 4月30日 - 虎の門病院付属健康管理センター、 ,
  - 7月1日 - 7対1看護体制移行。
- 2009年（平成21年）5月1日 - 東京都脳卒中急性期医療機関認定。
- 2010年（平成22年）
  - 1月24日 - （財）日本医療機能評価機構更新。
  - 4月1日 - 東京都認定がん診療病院認定。
- 2011年（平成23年）
  - 1月3日 - 電子カルテ導入。
  - 4月1日 - 東京都肝疾患診療連携拠点病院認定。
- 2012年（平成24年）4月1日 - 地域がん診療連携拠点病院指定。
- 2013年（平成25年）4月1日 - 第8代 大内尉義院長就任。
- 2015年（平成27年）1月24日 - （公財）日本医療機能評価機構更新。
- 2016年（平成28年）
  - 新病院着工。
  - 2月16日 - 地域医療支援病院指定。
  - 12月14日 - 日本国際病院 (JIH) 認定。
- 2017年（平成29年）
  - 1月18日 -  一般財団法人日本医療教育財団外国人患者受入れ医療機関 (JMIP) 認定。
  - 10月2日 -  虎の門病院付属健康管理センター、画像診断センター移転。
- 2019年（令和元年）
  - 5月1日 - 隣接地へ新病院移転、病床数819床。
  - 5月7日 - 新病院外来診療開始。
- 2020年（令和2年）
  - 4月1日 ‐ 第9代 門脇孝院長就任。
  - 10月1日 - 東京都災害拠点病院指定。

## 部門

### 内科
- 一般内科
- 血液内科
- 内分泌代謝科（糖尿病・代謝部門）
- 内分泌代謝科（内分泌部門）
- 睡眠呼吸器科
- 肝臓内科
- 脳神経内科
- 消化器内科（胃腸）
- 消化器内科（胆・膵）
- 精神科
- 臨床腫瘍科
- リウマチ膠原病科
- 臨床感染症科
- 認知症科
- 緩和医療科
- 呼吸器センター内科
- 循環器センター内科
- 腎センター内科
- 老年内科

### 外科
- 循環器センター外科
- 腎センター外科
- 呼吸器センター外科
- 消化器外科（上部消化管）
- 消化器外科（肝・胆・膵）
- 消化器外科（下部消化管）
- 乳腺・内分泌外科
- 脳神経外科
- 脳神経血管内治療科
- 間脳下垂体外科
- 救急科

### その他
- 小児科
- 皮膚科
- 放射線科
- 整形外科
- 形成外科
- 産婦人科
- 泌尿器科
- 眼科
- 耳鼻咽喉科
- 麻酔科
- 歯科
- 集中治療科
- 放射線診断科
- 病理診断科
- 放射線治療科

### センター
- 内分泌センター（内分泌代謝科・小児科・乳腺・内分泌外科・間脳下垂体外科）
- 聴覚センター（耳鼻咽喉科）
- 脳卒中センター（神経内科・脳神経血管内治療科・脳神経外科）
- 健康管理センター・画像診断センター
- 外傷センター

### 診療技術部
- 薬剤部
- 栄養部
- 臨床生理検査部
- 臨床検体検査部
- 病理部
- 臨床感染症部
- 輸血部
- 内視鏡部
- 手術部
- リハビリテーション部
- 心理部
- 放射線部
- 臨床工学部

### その他
- 医療安全部
- 看護部
- がん総合診療部
- 高齢者総合診療部
- 医学教育部
- 治験・臨床研究部
- 医療連携部
- 医療情報管理部
- 事務部

## ギャラリー
新・虎の門病院 - 2019年10月1日時点

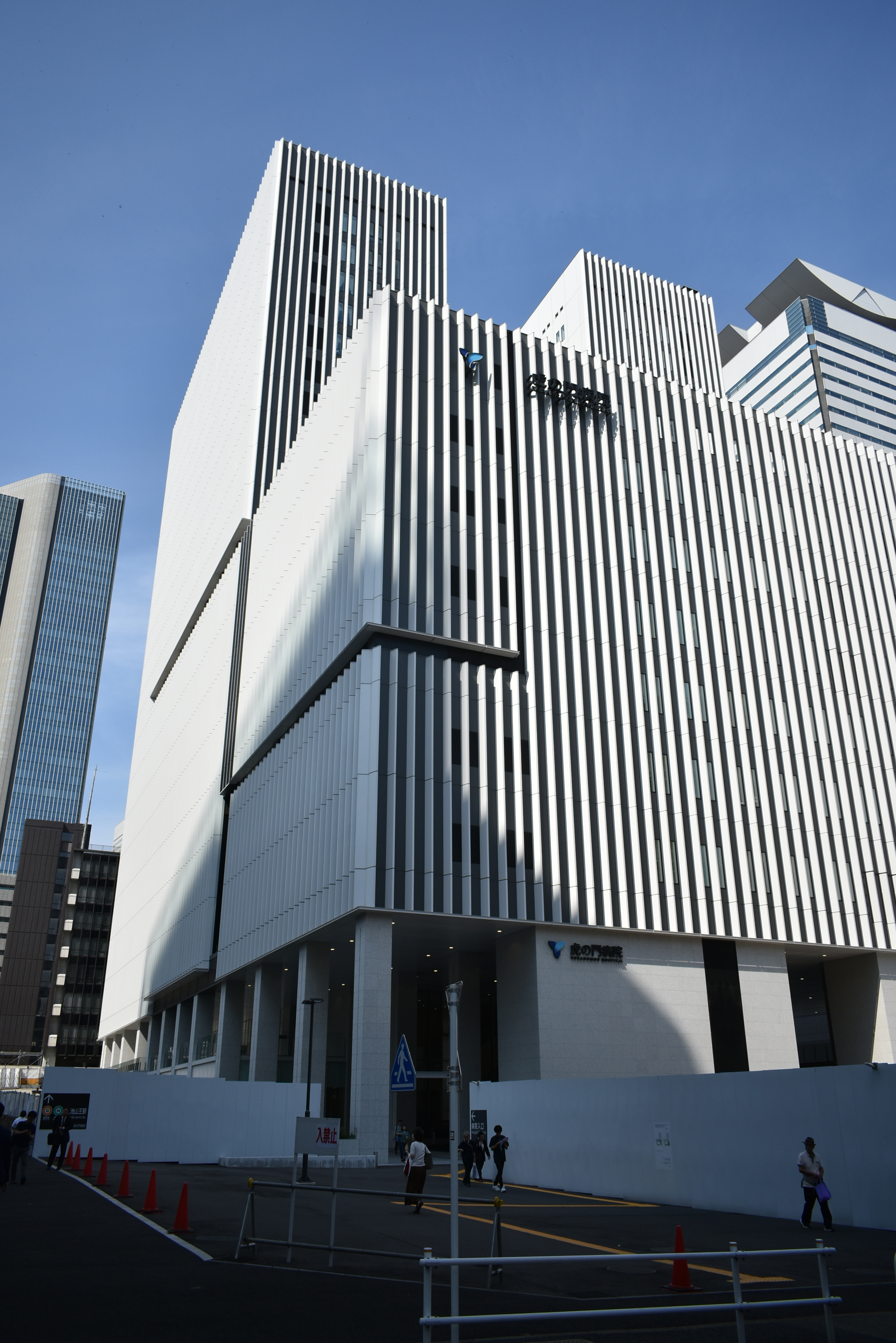
外観
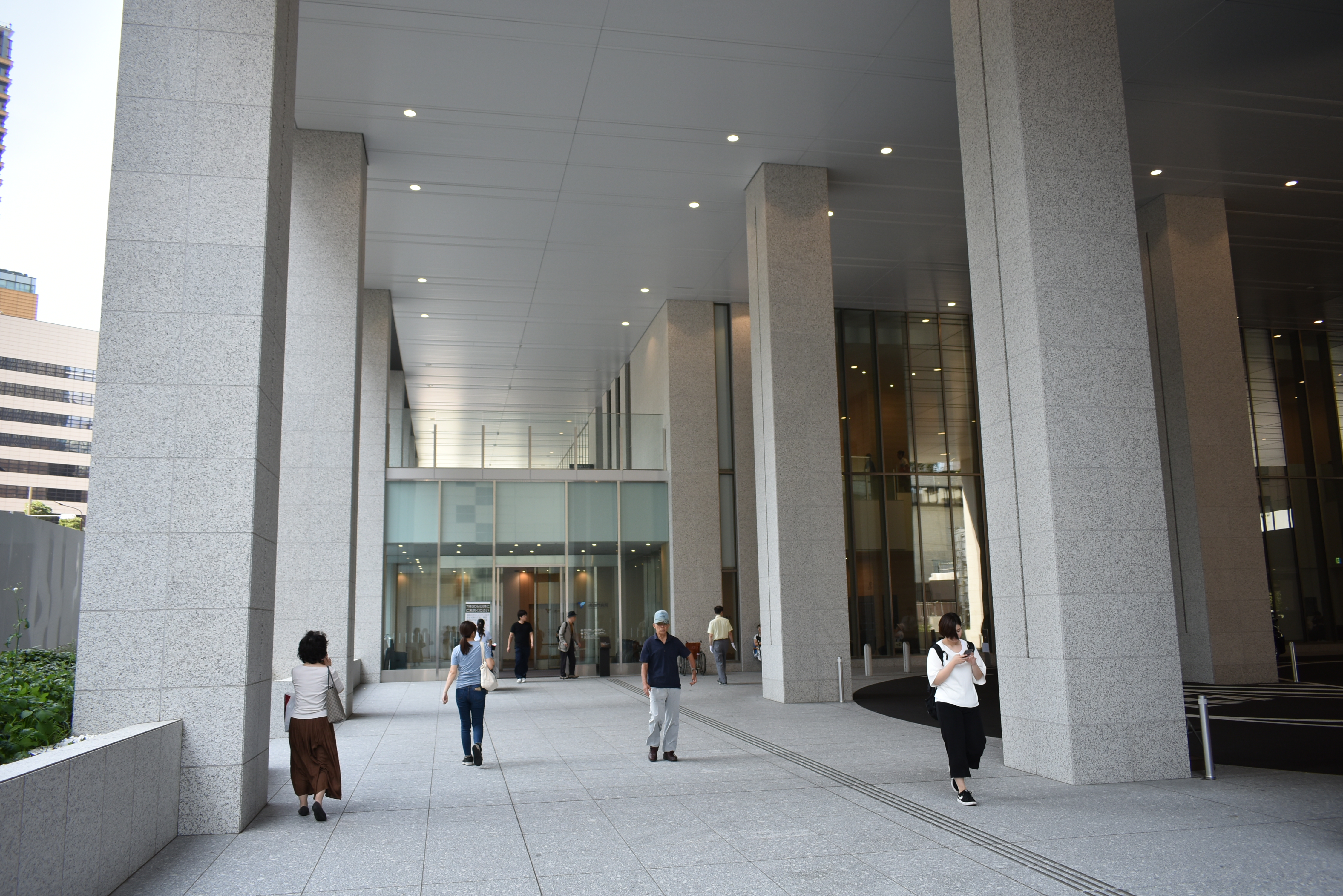
正面玄関

旧・虎の門病院 - 2019年3月18日時点

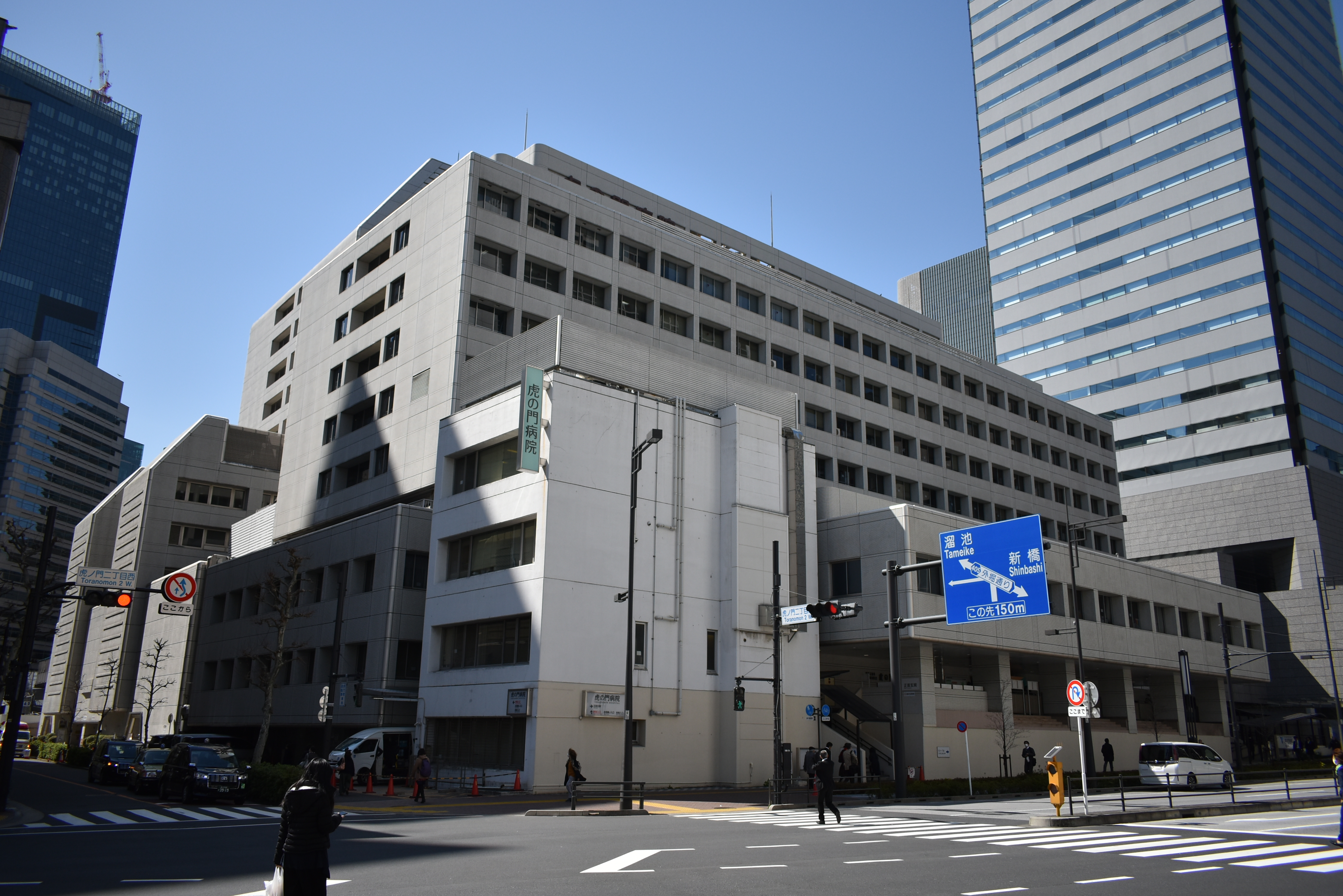
環状二号線に面した外観
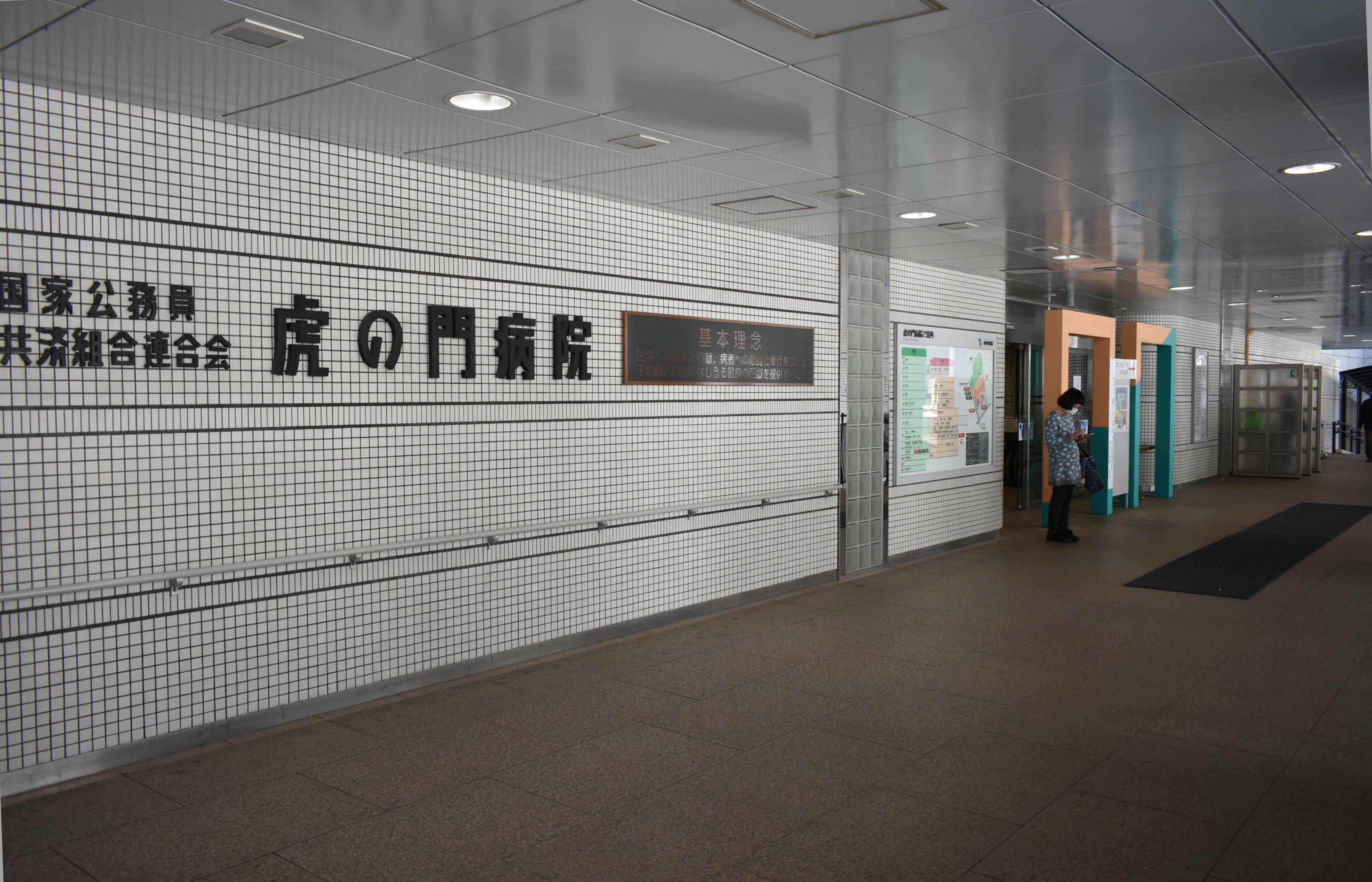
正面玄関

## 分院
- 虎の門病院分院（神奈川県川崎市高津区）
- さいたま診療所（埼玉県さいたま市中央区）
- 横浜第2合同庁舎診療所（神奈川県横浜市中区）